# Jamkhandi
Jamkhandi (Kannada: ಜಮಖಂಡಿ Jamakhaṇḍi [ˈdʒʌməkʰʌɳɖi]; auch Jamakhandi) ist eine Stadt im indischen Bundesstaat Karnataka mit etwa 68.000 Einwohnern (Zensus 2011). 
Sie liegt im Distrikt Bagalkot im Norden Karnatakas 76 Kilometer nordwestlich der Distrikthauptstadt Bagalkot und ist Hauptort des Taluks (Sub-Distrikts) Jamkhandi.
Jamkhandi war während der britischen Kolonialzeit Hauptstadt des Fürstenstaates Jamkhandi.